# Slash
Slash — багатотиражний панк-фензин, присвячений альтернативній музичній сцені Лос-Анджелеса. Видавався з 1977 по 1980 рік. На сторінках журналу розкрито багато тогочасних гуртів, публікувалися інтерв'ю та рецензії від невідомих та достатньо іменитих учасників панк-сцени.
Був початковою точкою для створення культового американського лейбла Slash Records.